# Ostersander
Ostersander ist seit der Gemeindegebietsreform vom 1. Juli 1972 ein Ortsteil im äußersten Osten der ostfriesischen Gemeinde Ihlow in Niedersachsen. Zum Ortsteil gehört auch das Dorf Weene, das mit Ostersander in den letzten Jahrzehnten fast zu einem übergangslosen Ortsteil zusammengewachsen ist. Der Ort hatte im Januar 2023 875 Einwohner.

## Geschichte
Der früheste Beleg für die Anwesenheit von Menschen auf dem Gebiet des heutigen Dorfes ist ein Fund, der auf die Steinzeit datiert wird.
Ostersander wird 1593 das erste Mal urkundlich erwähnt, dürfte aber viel älter sein. Vermutet wird, dass Ostersander von Siedlern aus Schirum im frühen Mittelalter vor dem Jahr 1000 gegründet wurde.
Einen Schub in der Einwohnerentwicklung erhielt der Ort nach der Weihnachtsflut von 1717. Damals waren viele Menschen im Nachbarort Lübbertsfehn obdachlos geworden. Im höher gelegenen Ostersander wurde ihnen ein neuer Siedlungsplatz in der Nähe der Fehngrenze zugewiesen.
Mit dem beginnenden Chausseebau wurde der Ort 1849 an das Straßennetz angeschlossen.
Mit Schirum, Westersander und Weene bildete Ostersander ein Kirchspiel, dessen Kirche in Weene auf einer Warft errichtet wurde. Im 17. Jahrhundert wurden auch Hüllenerfehn und Lübbertsfehn, 1798 schließlich noch Ludwigsdorf eingepfarrt.
Heute ist der Ort landwirtschaftlich geprägt.

## Einwohnerentwicklung
| Jahr | Einwohner |      | Jahr | Einwohner |
| ---- | --------- | ---- | ---- | --------- |
| 1895 | 287       | 1961 | 468  |           |
| 1925 | 327       | 1970 | 601  |           |
| 1933 | 389       | 2009 | 783  |           |
| 1939 | 404       | 2013 | 772  |           |
|      |           | 2022 | 840  |           |

## Politik
Der Ortsrat, der den Ortsteil Ostersander vertritt, setzt sich aus fünf Mitgliedern zusammen. Die Ratsmitglieder werden durch eine Kommunalwahl für jeweils fünf Jahre gewählt. Die aktuelle Amtszeit begann am 1. November 2021 und endet am 31. Oktober 2026. Der derzeitige Ortsrat besteht aus Arnold Saathoff (SPD), Joachim Hartmann (SPD), Dennis Herold (SPD), Hinrich Kleemann (CDU), Jörg Mees (fraktionslos).

Ortsbürgermeister ist Arnold Saathoff. 
Bei der Kommunalwahl 2021 ergab sich folgende Sitzverteilung:
| Ortsrat 2021Insgesamt 5 Sitze - SPD: 3 - Unabh.: 1 - CDU: 1 |